# Pulpitis
Pulpitis is een ontsteking van de tandpulpa. Een gevolg van pulpitis is het optreden van kiespijn.
Als de tandpulpa ontstoken raakt - wat pulpitis genoemd wordt - kan er hevige pijn ontstaan. Cariës is de meest voorkomende oorzaak van pulpitis. De bacteriën in de cariës produceren stoffen die giftig zijn voor de tandpulpa. Eerst wordt de tand gevoelig voor koude (alhoewel er ook nog andere oorzaken zijn voor tandgevoeligheid), in een later stadium wordt de tand vooral gevoelig voor warmte en ten slotte zal de tand hevige kloppende pijn geven die vooral 's nachts zal opkomen. De tand zal dan ook gevoelig worden bij het bijten (de patiënt heeft dan de indruk dat de tand te hoog zit, bij de onderste tanden). Maar een pulpitis kan nog andere oorzaken hebben onder andere toxische invloed van vullingsmaterialen bij te diepe caviteiten, door toxische invloed van bleekproducten, als gevolg van parodontitis, door tandbreuk, tandoverbelasting... .
Pulpitis kan bij vroeg ingrijpen, door het wegnemen van de oorzaak genezen (reversibele pulpitis). Slechts zelden overleeft de pulpa een acute pulpitis, en wanneer ze niet behandeld wordt gaat ze over in necrose (=afsterven van het pulpaweefsel) wat op zijn beurt een tandabces zal veroorzaken.
De tandarts moet bij irreversibele pulpitis overgaan tot een kanaalbehandeling, waarbij de tandpulpa (met zenuwen en bloedvaten) weggenomen wordt, gereinigd en verbreed wordt, waarna de pulpakamer en de wortelkanalen hermetisch gevuld en afgesloten worden.